# Paradarnoides ignipes
Paradarnoides ignipes är en insektsart som beskrevs av Fowler. Paradarnoides ignipes ingår i släktet Paradarnoides och familjen hornstritar. Inga underarter finns listade i Catalogue of Life.